# Saxnattskärra
Saxnattskärra (Hydropsalis torquata) är en fågel i familjen nattskärror.

## Utseende och läte
Saxnattskärra är en kraftigt tecknad nattskärra, ovan streckad i brunt, grått och beige och undertill tvärbandad i brunt. På halsen har den en tydligt rostfärgad fläck. Hanen har spektakulärt förlängda saxformade stjärtpennor, mörka på utsidan och ljusa på insidan. Honans stjärt är däremot kort utan inslag av vitt.

## Utbredning och systematik
Saxnattskärra delas in i två underarter:
- H. t. torquata – förekommer från södra Surinam till Amazonområdet och östra Brasilien och östra Peru
- H. t. furcifer – förekommer från södra Peru till östra Bolivia, södra Brasilien, Uruguay, Paraguay, centrala Argentina

## Levnadssätt
Saxnattskärran är liksom nästan alla andra nattskärror en strikt nattlevande fågel. Den är relativt vanlig i gräsmarker med spridda buskar och i skogsbryn.

## Status
Arten har ett stort utbredningsområde och beståndet anses stabilt. Internationella naturvårdsunionen IUCN listar den därför som livskraftig (LC).